# Frankfort (Kansas)
Pour les articles homonymes, voir Frankfort.
Frankfort est une municipalité américaine située dans le comté de Marshall au Kansas. Lors du recensement de 2010, sa population est de 726 habitants.

## Géographie
Frankfort se trouve dans le nord-est du Kansas, à une trentaine de kilomètres de la frontière avec le Nebraska.
La municipalité s'étend en 2010 sur une superficie de 1,01 mille carré (2,62 km2). Elle est arrosée par la Black Vermillion River et la Little Timber Creek.

## Histoire
La localité (à l'origine Frank's Fort) est fondée en 1867 par la Frankfort Town Company dont Frank Schmidt est l'un des fondateurs. Cette même année le Central Branch Railroad atteint le bourg et y construit une gare. Frankfort devient une municipalité en 1875.

## Démographie
Selon l'American Community Survey de 2018, Frankfort a une population particulièrement homogène : environ 99 % de ses habitants sont blancs et parlent l'anglais à la maison. Près du tiers de sa population a plus de 65 ans, le double du Kansas et des États-Unis,.
Bien que le revenu médian par foyer y soit de 48 333 dollars, inférieur au Kansas (57 422 dollars) et au pays (60 293 dollars), Frankort connaît un taux de pauvreté plus faible (9,8 % contre 12 % et 11,8 %),.